# Кравців Меланія
Меланія Кравців (31 січня 1897, Раків, Долинський повіт   — 7 жовтня 1961, Торонто, Канада) — українська письменниця, журналістка, громадська і політична діячка.

## Життєпис

Пам'ятна дошка Михайлові та Меланії Кравцівим у Стрию (Львівська обл.)

Народилась у Ракові Долинського повіту в Західній Україні. Закінчила Стрийську вчительську семінарію. Член УВО, ОУН та Союзу Українок. З 1933 проживала у Львові. Брала активну участь у громадсько-політичному і культурному житті, зокрема виступала як солістка на концертах у Стрию, Львові, Перемишлі.
У повоєнний час виїхала до Австрії, потім емігрувала до Канади (1949 р.), отримала громадянство (1957 р.).
Була першою головою Жіночої секції Ліги визволення України у Вінніпезі.
Померла 7 жовтня 1961 р.

## Творчість
Автор повісті «Дорога» (1955), збірки оповідань «Калейдоскоп» (1960).
Окремі видання:
- Кравців М. Вибрані твори. — Торонто, 1997. — 400 с. [Архівовано 22 грудня 2014 у Wayback Machine.]
- Кравців М. Дорога // Хрестоматія української літератури в Канаді. — Едмонтон, 2000. — С. 278—282.
- Кравців М. Дорога. Роман. — Торонто: Гомін України, 1955. −244 с.
- Кравців М. Калейдоскоп. Оповідання. — Торонто: Гомін України, 1960. — 133 с.